# Collegio uninominale Campania 1 - 04 (2017)
Il collegio elettorale uninominale Campania 1 - 04 è stato un collegio elettorale uninominale della Repubblica Italiana per l'elezione della Camera dei deputati tra il 2017 ed il 2022.

## Territorio
Come previsto dalla legge elettorale italiana del 2017, il collegio era stato definito tramite decreto legislativo all'interno della circoscrizione Campania 1.
Era formato dal territorio di 9 comuni: Afragola, Arzano, Cardito, Casavatore, Casoria, Crispano, Frattamaggiore, Frattaminore e Grumo Nevano.
Il collegio era quindi interamente compreso nella città metropolitana di Napoli.
Il collegio era parte del collegio plurinominale Campania 1 - 01.

## Eletti
| Elezione | Elezione | Deputato           | Partito               | Note                                                                             |
| -------- | -------- | ------------------ | --------------------- | -------------------------------------------------------------------------------- |
|          | 2018     | Vincenzo Spadafora | Movimento 5 Stelle    | Ministro per le politiche giovanili e per lo sport (2019-2021, governo Conte II) |
|          | 2022     | Vincenzo Spadafora | Insieme per il futuro |                                                                                  |

## Dati elettorali

### XVIII legislatura
Come previsto dalla legge elettorale, 232 deputati erano eletti con sistema a maggioranza relativa in altrettanti collegi uninominali a turno unico.
| Candidati              | Candidati                    | Voti    | %     | Liste                           | Voti    | %     |
| ---------------------- | ---------------------------- | ------- | ----- | ------------------------------- | ------- | ----- |
|                        | Vincenzo Spadafora ✔️ Eletto | 88 093  | 59,41 | Movimento 5 Stelle              | 88 093  | 59,41 |
|                        | Luca Scancariello            | 33 882  | 22,85 | Forza Italia                    | 24 208  | 16,33 |
| Lega                   | Luca Scancariello            | 33 882  | 22,85 | 4 819                           | 3,25    |       |
| Fratelli d'Italia      | Luca Scancariello            | 33 882  | 22,85 | 3 058                           | 2,06    |       |
| Noi con l'Italia - UDC | Luca Scancariello            | 33 882  | 22,85 | 1 797                           | 1,21    |       |
|                        | Nicola Marrazzo              | 17 600  | 11,87 | Partito Democratico             | 15 163  | 10,23 |
| +Europa                | Nicola Marrazzo              | 17 600  | 11,87 | 1 241                           | 0,84    |       |
| Italia Europa Insieme  | Nicola Marrazzo              | 17 600  | 11,87 | 812                             | 0,55    |       |
| Civica Popolare        | Nicola Marrazzo              | 17 600  | 11,87 | 384                             | 0,26    |       |
|                        | Elpidio Capasso              | 5 187   | 3,50  | Liberi e Uguali                 | 5 187   | 3,50  |
|                        | Oriana Cerbone               | 1 740   | 1,17  | Potere al Popolo!               | 1 740   | 1,17  |
|                        | Alessandro Lobello           | 626     | 0,42  | Il Popolo della Famiglia        | 626     | 0,42  |
|                        | Erica Vaccaro                | 587     | 0,40  | CasaPound                       | 587     | 0,40  |
|                        | Maria Siniscalchi            | 394     | 0,27  | Italia agli Italiani            | 394     | 0,27  |
|                        | Giovanni Limatola            | 175     | 0,12  | Per una Sinistra Rivoluzionaria | 175     | 0,12  |
| Totale                 | Totale                       | 148 284 | 100   |                                 | 148 284 | 100   |
|                        |                              |         |       |                                 |         |       |
| Voti non validi        | Voti non validi              | 3 380   | 2,23  |                                 |         |       |
| Votanti                | Votanti                      | 151 664 | 66,21 |                                 |         |       |
| Elettori               | Elettori                     | 229 048 |       |                                 |         |       |